# Heinz-Werner Arens

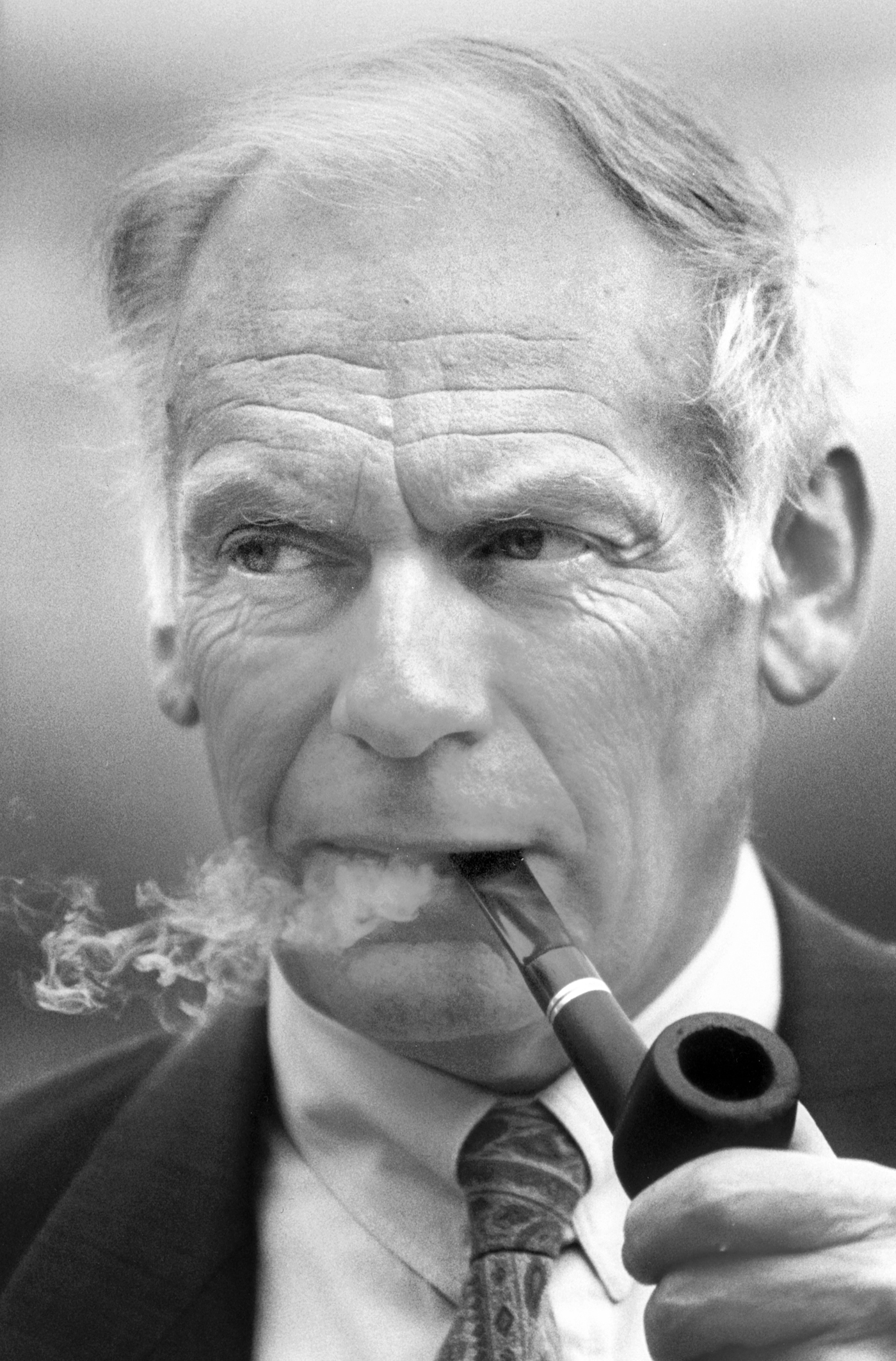
Heinz-Werner Arens, Mai 1993

Heinz-Werner Arens (* 30. August 1939 in Tellingstedt, Dithmarschen; † 2. Februar 2011 in Rendsburg) war ein deutscher Politiker (SPD) und von 1996 bis 2005 Präsident des Landtages von Schleswig-Holstein.

## Ausbildung und Beruf
Arens war seit 1963 als Sonderschullehrer tätig und leitete in den Jahren 1967 bis 1979 die Sonderschule in Heide.

## Abgeordneter
Arens war von 1979 bis 2005 Mitglied des Landtages von Schleswig-Holstein. Hier war er von 1988 bis 1996 Parlamentarischer Geschäftsführer der SPD-Landtagsfraktion. Er leitete den Untersuchungsausschuss zur sogenannten Schubladenaffäre. Vom 23. April 1996 bis 2005 war er Landtagspräsident. Bei der Landtagswahl 2005 kandidierte er nicht mehr für den Landtag.

## Ehrenämter
Arens war Landesbeauftragter der Opferschutzorganisation Weißer Ring für Schleswig-Holstein und seit 2007 Vorsitzender der Klaus-Groth-Gesellschaft.

## Auszeichnungen
- 2006: Bundesverdienstkreuz (1. Klasse)
- 2010: Verdienstorden des Landes Schleswig-Holstein